# مالیات غیرمستقیم
مالیات غیرمستقیم (انگلیسی: indirect tax) به مالیات‌هایی مانند مالیات فروش، مالیات به ازای واحد، مالیات بر ارزش افزوده یا مالیات کالاها و خدمات (GST)، مالیات تولید، مالیات بر مصرف، تعرفه) گفته می‌شود که قبل از رسیدن کالاها و خدمات به دست مشتری، اعمال می‌شود و خریدار نهایتا مالیات غیرمستقیم را به عنوان بخشی از قیمت بازاری کالا یا خدماتی که خریده است، می‌پردازد.
مالیات غیرمستقیم توسط یک واسطه (مثلا مغازه خرده‌فروشی) از اشخاص (مثلا مصرف‌کننده) که مالیات مذکور را به صورت بخشی از قیمت کالای خریداری‌شده پرداخته‌اند، جمع‌آوری می‌شود. سپس این واسطه اظهارنامه مالیاتی خود را تسلیم کرده و عواید مالیاتی را همراه با اظهارنامه خود به دولت می‌فرستد. به این معنا، مالیات غیرمستقیم در مقابل مالیات مستقیم قرار می‌گیرد که در آن مالیات مستقیما توسط دولت از اشخاص (حقیقی یا حقوقی) جمع‌آوری می‌شود.
مالیات غیرمستقیم بخش چشمگیری از کل درآمد مالیاتی دولت‌ها را تشکیل می‌دهد. داده‌های منتشرشده از سوی سازمان همکاری و توسعه اقتصادی نشان می‌دهد که سهم متوسط مالیات غیرمستقیم از کل درآمد مالیاتی تمام کشورهای عضو در سال ۲۰۱۸، ۳۲/۷٪ با انحراف معیار ۷/۹٪ بوده است. شیلی با ۵۳/۲٪ بالاترین سهم و ایالات متحده آمریکا با ۱۷/۶٪ پایین‌ترین سهم را داشتند. روند کلی نرخ مالیات مستقیم و غیرمستقیم در کل درآمد مالیاتی طی دهه‌های اخیر در کشورهای توسعه‌یافته نشان‌دهنده افزایش سهم مالیات مستقیم از کل درآمد مالیاتی است. هرچند این روند در کشورهای در حال توسعه نیز مشاهده می‌شود اما این روند در این کشورها نسبت به کشورهای توسعه‌یافته کمتر است.
مالیات غیرمستقیم چندین کاربرد دارد که مهم‌ترین آنها بالا بردن درآمد دولت است. مالیات فروش و مالیات بر ارزش افزوده نقش مهمی در این زمینه دارند و استفاده از مالیات بر ارزش افزوده در سراسر جهان رایج‌تر است. تفاوت میان این دو مالیات این است که مالیات فروش توسط خریدار در لحظه خرید کالا یا خدمات نهایی پرداخت می‌شود در حالی که مالیات بر ارزش افزوده مالیاتی چندمرحله‌ای بر کالاها و خدمات است که جزء به جزء در هر مرحله از تولید و توزیع کالاها خدمات، نسبت به ارزشی که توسط هر واحد مالیات‌پرداز به آن کالا یا خدمت اضافه شده، جمع‌آوری می‌شود.
مالیات غیرمستقیم علاوه بر بالا بردن درآمد دولت، در قالب تعرفه و عوارض واردات نیز وضع می‌شود که در تنظیم مقدار واردات و صادراتی که به داخل و خارج کشور می‌رود نقش دارد. در مورد واردات، دولت با وضع تعرفه از تولیدکنندگان داخلی در مقابل تولیدکنندگان خارجی حفاظت می‌کند زیرا ممکن است تولیدکنندگان خارجی، هزینه‌های تولید پایین‌تری داشته باشند و بتوانند کالاها و خدمات خود را به قیمت‌های پایین‌تری بفروشند و به این شکل تولیدکنندگان داخلی را از بازار حذف کنند. پس از وضع تعرفه، کالاهای وارداتی برای خریداران داخلی گران‌تر می‌شود و به این ترتیب تولیدکنندگان داخلی منتفع می‌شوند.
مالیات غیرمستقیم در قالب مالیات تولید نیز برای کاهش مصرف کالاها و خدماتی که باعث ایجاد اثرات جانبی منفی می‌شوند به کار می‌رود. برای مثال، مالیات تولید وضع‌شده بر یک پاکت سیگار باعث افزایش قیمت سیگار می‌شود، در نتیجه مصرف سیگار کاهش می‌یابد و همین امر باعث کاهش بیماری‌های ناشی از کشیدن سیگار و استنشاق دود سیگار می‌شود. به علاوه، وضع این مالیات باعث کاهش گرایش جوانان به شروع مصرف سیگار می‌شود زیرا این گروه معمولا کشش قیمتی زیادی ندارد و به افزایش قیمت واکنش نشان می‌دهد.
مالیات به مثابه یک نوع هزینه اجتماعی است که آحاد یک ملت در راستای بهره‌وری از امکانات و منابع یک کشور موظفند آن را پرداخت نمایند تا توانایی‌های جایگزینی این امکانات و منابع فراهم شود. مالیات در واقع انتقال بخشی از درآمدهای جامعه به دولت یا بخشی از سود فعالیت‌های اقتصادی است که نصیب دولت می‌گردد زیرا ابزار و امکانات دست یابی به درآمد و سودها را دولت فراهم ساخته‌است.

## تقسیم‌بندی مالیات‌ها
مالیات‌ها در ایران به دو دستهٔ مالیات مستقیم و مالیات غیرمستقیم تبدیل می‌شوند.

## مالیات غیر مستقیم
مالیات‌هایی که پرداخت‌کننده آن مشخص و معین نبوده و تحقق مالیات بستگی به یک قسمت از فعالیت‌های اقتصادی و عملیات افراد داشته و قابلیت انتقال آن‌ها بسیار زیاد باشد، مالیات‌های غیرمستقیم نامیده می‌شود. به‌عبارت دیگر، مالیات‌هایی که به‌طور غیرمستقیم بر کالاهای مصرفی اشخاص وضع شده و از مصرف‌کنندگان وصول می‌شود.
نقش مالیات‌های غیرمستقیم در جوامع و اقتصادهای کمتر توسعه‌یافته در مقایسه با کشورهای بیشتر توسعه‌یافته مهم‌تر است و هدف تأمین مخارج دولت را به آسانی محقق می‌کند. این مالیات‌ها، نرخ سرمایه‌گذاری را از راه تقلیل مصرف، بالا می‌برند و ضریب افزاینده پس‌انداز را رشد می‌دهند. به هر حال، روی‌آوری به مالیات‌های غیرمستقیم در این کشورها زیاد است.

## انواع مالیات غیر مستقیم
الف: مالیات بر واردات
شامل:
1. حقوق گمرکی
2. سود بازرگانی

۳–۳۰ ٪ از مبلغ اتومبیل‌های وارداتی
۴–۱۵٪حق ثبت
ب: مالیات بر مصرف و فروش
شامل:
1. مالیات بر فراورده‌های نفتی
2. مالیات تولید الکل طبی و صنعتی
3. مالیات نوشابه‌های غیر الکلی
4. مالیات فروش سیگار
5. مالیات اتومبیل

۶–۱۵٪مالیات اتومبیل‌های داخلی
1. مالیات فروش خاویار
2. مالیات حق اشتراک تلفن خودکار و خدمات بین‌الملل

۹ - مالیات ضبط صوت و تصویر

## مهم‌ترین مالیات‌های غیر مستقیم معمول در اغلب کشورها
۱) مالیات بر مصرف و فروش:
مالیات برمصرف که نوعی مالیات غیرمستقیم است، روی قیمت کالاهای مورد مصرف عمومی کشیده می‌شود و از تولید کنندهٔ کالاها و خدمات مزبور وصول می‌شود؛ بنابراین مالیات برمصرف جزئی از قیمت کالا را تشکیل می‌دهد به نحوی که معمولاً مصرف‌کننده نمی‌تواند تشخیص دهد چه مقدار از قیمت کالا بابت مالیاتی است که تولیدکننده یا فروشنده به دولت می‌پردازد. مالیات برمصرف اغلب به کالاها و خدماتی تعلق می‌گیرد که در مقابل تغییرات قیمت حساسیت کمی دارند و به همین جهت این نوع مالیات یکی از منابع مهم درآمد دولت را تشکیل می‌دهد. کالاها و خدماتی که دراغلب کشورها مشمول مالیات برمصرف قرار می‌گیرند عبارتند از: دخانیات، بنزین، قند و شکر و بعضی دیگر از کالاهای تجملاتی و ضروری، چون اگراین مالیات بر کالاهای ضروری وضع شود، سنگینی آن را طبقات کم‌بضاعت بیشتر احساس می‌کنند.
مالیات برفروش به کالاهایی تعلق می‌گیرد که درمرحله خرده‌فروشی به دست مصرف‌کننده می‌رسد. دراین نوع مالیات فروشگاه‌ها موظف هستند که مبلغ مالیات را مجزا از قیمت کالا حساب نموده و در یک رقم جداگانه به نحوی که مصرف‌کننده از مبلغ آن اطلاع حاصل کند، دریافت دارند. غرض از این نوع محاسبه آن است که مصرف‌کننده مالیات را بپردازد. در ایران این نوع مالیات وجود ندارد.
۲) مفهوم مالیات بر ارزش افزوده:
در طبقه‌بندی مالیات‌ها، مالیات بر ارزش افزوده نوعی مالیات غیرمستقیم بر مصرف و فروش داخلی کالاها و خدمات است، این نوع مالیات، چند مرحله‌ای و درهر یک از مراحل تولید و تکمیل تا مصرف نهایی، بر حسب ارزش افزوده ایجاد می‌شود. به عبارت دیگر، مالیات بر ارزش افزوده، نوعی مالیات بر فروش چند مرحله‌ای است که خرید کالاها و خدمات واسطه‌ای را از پرداخت مالیات معاف می‌کند.
ارزش افزوده یک بنگاه از تفاوت عایدات فروش کالا یا خدمات و کل هزینه‌هایی که صرف خرید کالاها و خدمات واسطه‌ای شده‌است، ناشی می‌شود. در مقیاس اقتصاد ملی، تولید ناخالص ملی در واقع حاصل جمع ارزش افزوده کلیه بنگاه هاست، زیرا کل معاملات واسطه‌ای مساوی با ارزش فروش نهایی است. به همین دلیل، فروش نهایی برابر با ارزش کل دستمزد، نرخ بهره، سود، اجاره، استهلاک و سایر پرداختها به عوامل تولید در سطح ملی و مساوی تولید ناخالص ملی است.
معادله زیر نشان می‌دهد که در مقیاس ملی، ارزش افزوده روی دیگر سکه تولید ناخالص ملی است.
GNP =پرداختی به عوامل تولید-فروش نهایی = (معاملات واسطه‌ای-کل معاملات) = ارزش افزوده. بر این اساس، می‌توان گفت که مجموع ارزش افزوده تمام بنگاه‌های بازرگانی در هر مرحله از تولید، نوع دیگری از تعریف تولید ناخالص ملی است؛ لذا مالیات بر ارزش افزوده، برابر مالیات بر تولید ملی است. بر این اساس، پایه مالیاتی مالیات بر ارزش افزوده برابر با کل درآمد حاصل از فروش منهای هزینه خرید عوامل تولید از سایر بنگاه‌ها است که با خارج کردن خرید از سایر بنگاه‌های مالیات دهنده، از مالیات‌گیری چندگانه اجتناب می‌شود. به عبارت دیگر، مالیات بر کل فروش بنگاه اعمال و همزمان، اعتبار مالیاتی برای خرید از سایر بنگاه‌ها به بنگاه جدید اعطا می‌شود. بدین معنا که مالیات پرداخت شده تولیدکنندگان قبلی، از مالیات بر فروش بنگاه کسر می‌گردد؛ بنابراین، اعمال مالیات بر ارزش افزوده نیازمند فهرست کردن کل صورتحساب‌ها در بنگاه است، زیرا هر بنگاه برای دریافت اعتبار مالیاتی باید بتواند شرح مالیات پرداخت شده فروشنده قبلی را ارائه دهد. این نیاز، خریدار را تشویق می‌کند که پرداخت مالیات توسط فروشنده قبلی را مورد توجه قرار دهد.

## دو دیدگاه رایج درمورد طبقه بندی مالیات‌ها
دو واژگان مالیات مستقیم و غیرمستقیم را می‌توان از دو دیدگاه مورد نظر قرار داد:
یک، دیدگاه دیدگاهی که به روش تشکیلاتی و اداره مالیات بستگی پیدا می‌کند و پرداخت‌کننده مالیات بر درآمد، مالیات مورد نظر را به‌طور مستقیم به اداره مالیات می‌پردازد در حالی که در زمان خرید کالاهای مشمول مالیات به‌طور غیرمستقیم مالیات منظور شده را پرداخت می‌کند. این مثال که شاید روش تشکیلاتی یا اداری پرداخت مالیات را با توجه به مستقیم و غیرمستقیم بودن ان توضیح می‌دهد، به الزام منطبق بر تقسیم‌بندی پرداخت‌کننده واقعی مالیات نمی‌باشد.
چنین برداشتی از تقسیم‌بندی مالیات‌ها، دارای سابقهٔ طولانی و همچنین موضوع بحث و مجادلهٔ علمی سابقه داری است. بسیاری از اقتصاد دانان بخش عمومی، معتقد هستند که: (هیچ دلیلی وجود ندارد که چنین طبقه‌بندی تشکیلاتی از پرداخت مالیات، مفهومی مناسب از نظر اقتصادی نیز داشته باشد)
برای مثال پرداخت کنندهٔ مالیات به ادارهٔ دارایی چه تفاوتی دارد که کار فرما باشد یا کارگر، یا بنا به فرض مالیات نصف به نصف بر آن‌ها واقع شود.
دیدگاه دوم:در طبقه‌بندی مالیات‌ها؛ اثرات مالیاتی، انواع مختلف مالیات‌ها از نظر وقوع نهایی مالیات و پرداخت کنندگان نهایی ان را مورد توجه قرار می‌دهند. برحسب نظر (دیو) و (فرید لندر) مالیات‌هایی را معمولاً مستقیم می‌خوانند که درآمد حقیقی پرداخت‌کننده مالیات به دولت را کاهش می‌دهد. مالیات‌های دیگر که ممکن است از یک نفر به نفر دیگری منتقل شود، مالیات‌های غیرمستقیم می‌باشند. هر چند که دیدگاه فوق دارای مفهوم اقتصادی است، اما از نظر تشخیص، دشواری‌هایی را به همراه دارد. مثلاً به‌طور عمده انتقال مالیات‌ها به مقدار صفر یا ۱۰۰٪نبوده بلکه درصدی از مالیات منتقل می‌شود. در این صورت نیاز به معیار دیگری برحسب درصد انتقال می‌باشد تا مستقیم یا غیرمستقیم بودن مالیات را معین کند.
از سوی دیگر اصولاً تمیز و اندازه‌گیری مقدار انتقال مالیات کار ساده‌ای نیست. در نتیجه تقسیم‌بندی مالیات‌های مستقیم وغیر مستقیم بر این اساس شاید بی‌معنی تلقی شود به عبارت دیگر، تشخیص آنکه چه کسی مالیات را می‌دهد، نکته ایست که ما باید با توجه به نظریه‌های اقتصادی مربوط به ان دست یابیم. نه آنکه از قبل بر آن آگاه باشیم.
اگر قرار باشد که تقسیم‌بندی مالیات‌ها به صورت مالیات مستقیم و غیرمستقیم مطرح باشد، بهتر است مالیات‌های مستقیم به مالیات‌هایی تلقی شوند که بر اساس مشخصه‌های اقتصادی افراد برقرار شوند. در حالی که در مالیات‌ها ی غیرمستقیم تمیز و اعمال نرخ‌های مالیاتی بر اساس چنین مشخصه‌های غیر علمی یا مد نظر نباشد، بهتر است که واژگان مالیات مستقیم و غیرمستقیم به مالیات بر اشخاص و مالیات بر غیر اشخاص تبدیل شود.
در ادبیات مالیات‌ها، به دو و شاید سه نظر در ارجح بودن مالیات‌های مستقیم و غیرمستقیم می‌توان اشاره کرد. در یک قطب از این نظریه‌ها، گروهی قرار دارند که مالیات‌های مستقیم را از جمیع جهات مناسب تر از مالیات غیرمستقیم می‌دانند و اصولاً اعتقاد دارند که مالیات‌های غیرمستقیم به علت عدم توانایی نظام، به تشخیص درامدهای واقعی به اجبار بر بازارها بر قرار می‌شوند. تأکید بر هزینه و دشواری اعمال مالیات‌های مستقیم را در گزارش کمیته‌ای که در سال ۱۹۲۷مامور بررسی بدهی و مالیات‌ها در انگلستان شد می‌توان مشاهده کرد و توجیه اقتصاد برتری مالیات‌های مستقیم از دیدگاه برابری و توزیع درآمد در مطالعه (فرام وتامباو) در سال ۱۹۷۳دیده می‌شود. محور اساسی طرفداران مالیات‌های مستقیم بر هدف توزیع درآمد قرار دارد و از دیدگاه آنان مالیات‌ها ابزار اولیه جهت نیل به برابری و توزیع مناسب درآمد هستند.
اقتصاد دانان دیگری که کاربرد مالیات‌ها هم از دیدگاه توزیع و برابری و هم تخصیص مورد توجه قرار می‌دهند، عمدتاً ترکیب مناسبی از این دو نوع مالیات را پیشنهاد می‌کنند. این گروه معتقد هستند که مالیات‌های مستقیم به منظور ایجاد برابری برقرار می‌شوند، در حالی که مالیات‌های غیرمستقیم یک روش کسب درآمد برای دولت می‌باشد. در مورد عبارت بالا اگر در مورد غیرقابل انتقال بودن مالیات‌های مستقیم تردیدی باشد به‌طور قطع کارامد بودن مالیات غیر مستقیم، نیز مورد پرسش است. به هر صورت بسیاری از اقتصاد دانان پیشنهاد یک ترکیب بهینه از مالیات مستقیم و غیرمستقیم را ارائه می‌کنند.